# Гаплогруппа U8b (мтДНК)
Гаплогруппа U8b — гаплогруппа митохондриальной ДНК человека.

## Субклады
- K : A10550G • T11299C • T14798C • T16224C • T16311C!
- U8b1 : T195C! • T16189C! • C16234T

## Распространение
Кавказ
- черкесы — 4.9%, мегрелы — 1.3%.[1]

## Публикации
- Литвинов С. С. Изучение генетической структуры народов Западного Кавказа по данным о полиморфизме Y-хромосомы, митохондриальной ДНК и Alu-инсерций. — Уфа, 2010. — 23 с.